# (6968) 1991 VX3
A (6968) 1991 VX3 a Naprendszer kisbolygóövében található aszteroida. Ueda Szeidzsi és Kaneda Hirosi fedezte fel 1991. november 11-én.